# Ежен Скріб
Огюстен Ежен Скріб (фр. Augustin Eugène Scribe; 25 грудня 1791, Париж — 21 лютого 1861, Париж) — французький драматург, який переважно писав комедії та водевілі.

## Життєпис
Скріб народився 25 грудня 1791 року в Парижі. Його батько був торговець шовком, і він мав добру освіту. Однак незабаром він почав писати для сцени. Його перша п'єса була поставлена анонімно у Вар'єте в 1810 році, але зазнала провалу. Численні інші п'єси, написані у співпраці з різними авторами, не мали великого успіху до 1815 року.
У 1828 році італійський композитор Джоаккіно Россіні написав оперу «Граф Орí» на французьке лібрето створене Еженом Скрібом і Ш. Г. Делетр-Пуарсоном (фр. Charles-Gaspard Delestre-Poirson) на основі їх одноактного водевілю 1816 року з тією ж назвою.
У 1834 році був обраний до Французької академії на місця Антуана Арно. Після його смерті це місця зайняв Октав Фейє.
Ежен Скріб разом з Шарлем Дувер'є (фр. Charles Duveyrier) за їхнім твором «Герцог Альба» (фр. Le duc d'Albe), який був написаний у 1838, написали у 1855 році лібрето для опери Джузеппе Верді «Сицилійська вечірня». Сюжет базується на історичній події — повстання сицилійців проти французів 1282 року (Сицилійській вечірні).
Основною темою Скріба була сучасна буржуазія. Він освоїв своє ремесло комедії. Він написав дуже популярні твори зі складними частинами та несподіваними поворотами.
Помер 21 лютого 1861 року, похований на цвинтарі Пер-Лашез

## Твори

### П'єси

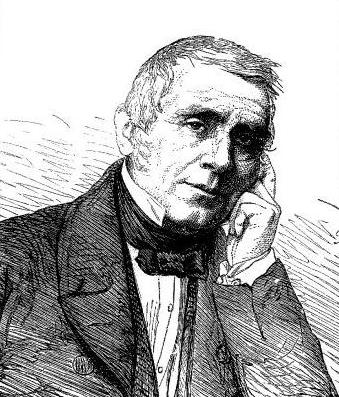
Скріб у час написання «Битви дам», 1851

- 1826: Bertrand et Suzette; ou Le Mariage de raison («Бертран і Сюзетт, або Шлюб розуму»)
- 1833: Bertrand et Raton, ou l'art de conspirer («Бертран і Ратон, або Мистецтво змови»)
- 1842: Une Chaine («Ланцюжок»)
- 1842: Le Verre d'eau («Склянка води»)
- 1849: Adrienne Lecouvreur («Адрієнна Лекуврер»), п'єса з Леґове
- 1851: La Bataille de Dames («Битва дам»)

### П'єси, адаптовані в оперні лібрето
- 1831: балет-пантоміма, яка стала основою для італійського лібрето опери Белліні «Сомнамбула»
- 1832: П'єса «Фільтр» була адаптована Філече Романі в лібрето для опери Доніцетті «Любовний напій»
- 1902: «Адрієнна Лекуврер» (написана з Ернестом Леґове) була адаптована в лібрето Артуро Колатті для опери Франческо Чілеа «Адріана Лекуврер»

### Основні лібрето
- 1825: Франсуа-Адрієн Буальдьє «Біла леді» (на основі п'яти творів Вальтера Скотта)
- 1828: Ревізія лібрето Жермена Делавіня для опери Даніеля Обера «Німа з Портічі»
- 1828: Джоакіно Россіні «Граф Орі»
- 1830: Даніель Обер «Фра-Диявол»
- 1831: Джакомо Меєрбер «Роберт-диявол» (з Жерменом Делавінем)
- 1831: «Маркіза де Брінвільє», написана дев'ятьма композиторами (з Кастілем Блазе)
- 1831: Джакомо Меєрбер «Гугеноти» (з Емілем Дешаном)
- 1833: Даніель Обер «Густав III, або Бал-маскарад» (модель для опери Верді «Бал-маскарад»)
- 1835: Фроманталь Галеві «Жидівка»
- 1843: Гаетано Доніцетті «Дон Себастьян Португальський» (на основі п'єси Пауля Фуше)
- 1849: Джакомо Меєрбер «Пророк» (прем'єра)
- 1855: Верді «Сицилійська вечірня» (з Чарльзом Дувер'є за їх твором «Герцог Альба» (Le duc d'Albe) для незакінченої опери Доніцетті, яка не виконувалася до 1882 року)
- 1856: Даніель Обер «Манон Леско»
- 1865: Джакомо Меєрбер «Африканка»(після смерті)

## Екранізації
- В СРСР було знято дві версії стрічки «Склянка води» за однойменною п'єсою Ежена Скріба у 1957 і 1979 році.